# L'Île pourpre
L'Île pourpre (en russe : Багровый остров, Bagrovȳĭ ostrov) est une pièce de théâtre de Mikhaïl Boulgakov, parodie des œuvres de Jules Verne.

## Historique
Elle a été publiée pour la première fois dans le supplément littéraire de Nakanounié le 20 avril 1924. Le Théâtre de Chambre commande à Boulgakov en 1926 une adaptation de la pièce prévue pour juillet mais lui préfère finalement Les Œufs du destin.
L'adaptation française la plus connue de la pièce reste celle de Georges Soria, L'Île pourpre, pièce en 4 actes, précédée d'un prologue et suivie d'un épilogue, jouée le 17 février 1973 au Théâtre de la Ville à Paris.

## Résumé
Parodie de la Révolution russe, le roman est un pastiche du style et de la structure des romans de Jules Verne. Un tsar régnant sur une île tropicale subit une éruption volcanique (la révolution de février). Remplacé par un démagogue, Kiri (lire Aleksandr Kerenski), celui-ci est lui-même chassé par une insurrection populaire. Il s'exile en Angleterre et revient en compagnie d'alliés pour libérer son île, en vain.